# Токайське вино

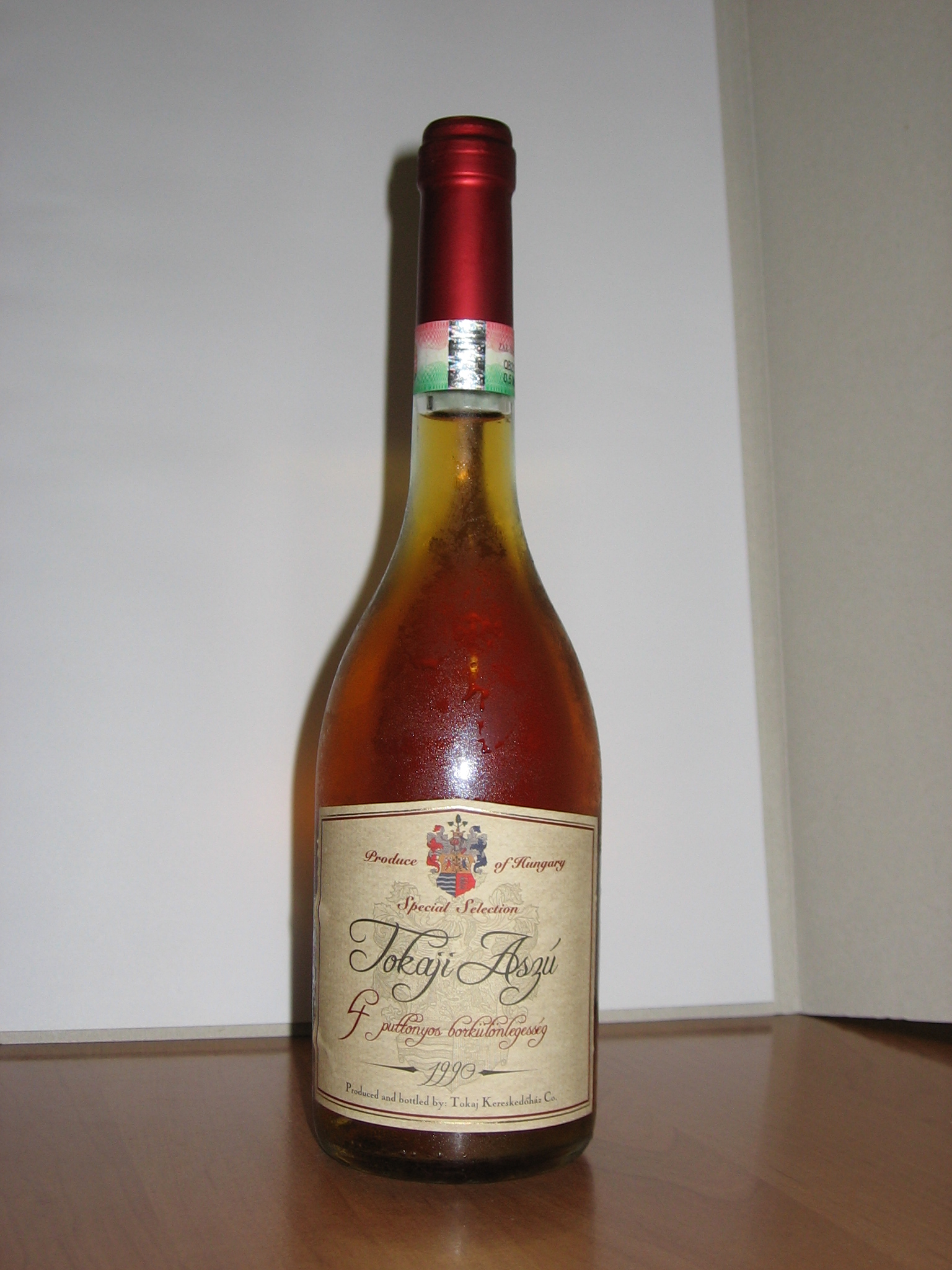
Пляшка Tokaji Aszú 4 Puttonyos, виробництва 1990 р., в 500 мл пляшці стилі, що характерно для Токай вина. Мітка капсули з кольорами угорського прапора також характерна для цього вина.

Тока́йське вино́ (Tokaj — район Угорщини та Словаччини) — знаменитий ґатунок десертного солодкого білого вина, виготовленого за особливою технологією з сортів винограду Харшлевелю і Фурмінт.
Назву взяло від міста Токай в Угорщині.
Токайські вина мають красиве золотисте забарвлення, їм притаманна повнота, м'якість, мають сильних характерний букет з тонами хлібної шкоринки та меду.

## Виробництво

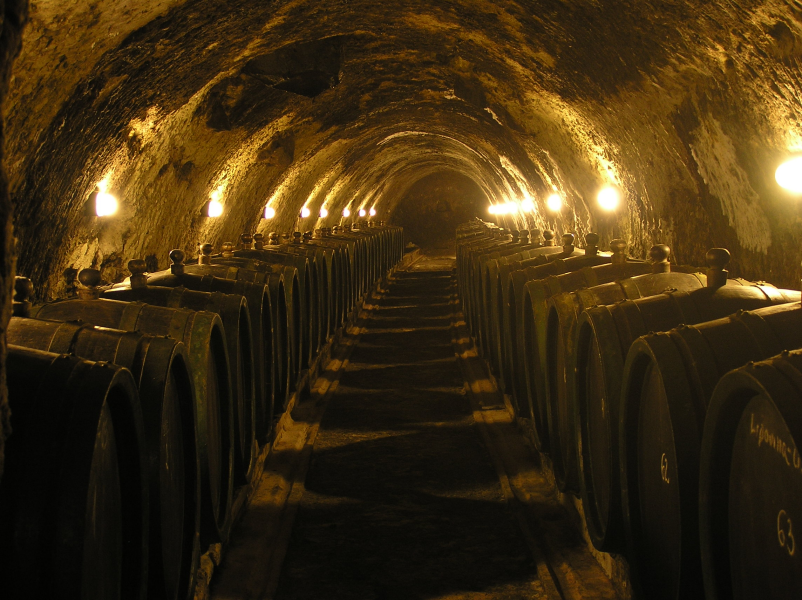
Токай винний льох; 185 підвалів були підраховані в місті Токай в 1967.

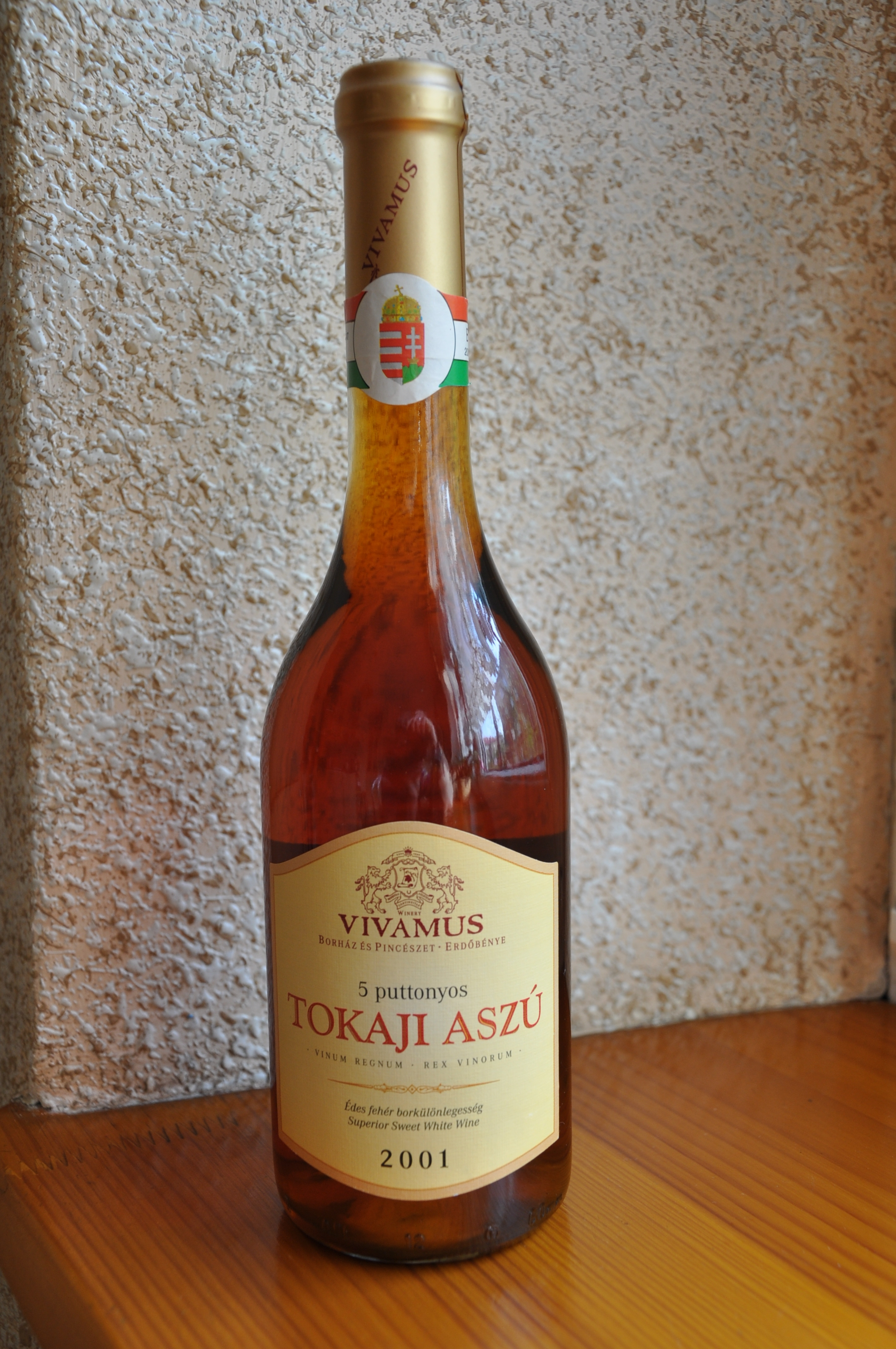
«Вино королів, король вин» (як називав Людовик XV король Франції Токайське вино).

Суть технології виробництва токайського вина полягає у змішуванні екстракту ассу (винограду з пліснявою) з виноградним суслом або з молодим вином, що вже пройшло ферментацію. Їх співвідношення залежить від ступеня солодкості майбутнього вина. Чим більше ассу додано — тим солодшим буде вино. Суміш настоюють 24–36 годин і пресують. Після цього переносять у невеликих бочках в холодні підвали, де сусло з високим вмістом цукру поволі бродить, інколи 3–4 роки.
Солодкі вина токайського типу містять 16% об. спирту, 16–20 г/см³ цукру, в лікерних токаях — 12–16% об. спирту, 21–30 г/см³ цукру. Кислотність токайських вин становить 5–6 г/дм³.
В Україні випускають солодкі (Піно-Грі, Закарпатське) та лікерні (Токай південнобережний, Токай Даніль) вина токайського типу.